# DF-17

DF-17

DF-17은 중국의 MRBM이다.

## 역사
2019년 실전배치되었다.
2019년 10월 1일, 중국 건국 70주년 열병식에서 처음 공개해 실전 배치를 과시한 중거리 미사일 둥펑(東風·DF)-17을 한국에 배치된 사드(THAAD·고고도미사일방어체계)가 막을 수 없다고, 중국 공산당 기관지 인민(人民)일보의 영문 자매지인 글로벌타임스(영문판 환구시보)가 주장했다. 중국 언론들은 주일미군, 주한미군, 괌 기지 등을 둥펑-17의 타깃으로 예상했다.
2단 고체연료 미사일이며, 1단은 부스터, 2단은 DF-ZF 극초음속 활공 비행체이다.
극초음속은 보통 대기권 내에서 소리의 5배, 마하5(시속 6120km) 이상을 말한다. 베이징에서 미국 뉴욕까지 1만1000km를 2시간 안에 날아갈 수 있는 속도다. DF-17은 마하10으로 비행할 수 있는 것으로 알려졌다.
극초음속 미사일을 요격·방어할 수 있는 현존 시스템은 없는 상태다. 앞으로 전쟁의 판도를 바꿀 수 있는 '게임 체인저'로 평가받는다.

## 시험발사
2017년 11월, DF-17 첫 발사 시험을 했다. 당시 DF-17은 간쑤성 주취안 위성발사센터에서 발사돼 1400 km를 날아가 신장(新疆) 지역 목표물을 수 미터 오차로 타격했다. 미사일 활공 고도는 60 km에 불과했다.

## 같이 보기
- DF-ZF - 중국의 극초음속 활공 비행체
- 아방가르드 (미사일) - 러시아의 극초음속 활공 비행체
- AGM-183 ARRW - 미국의 극초음속 활공 비행체